# Тип 4 (винтовка)
Самозарядная винтовка Тип 4, часто называемая Тип 5 (схожая по конструкции винтовка, также копия М1 Гаранд), [(японская: 四 式 自動 小 銃 Yon-shiki jidousyoujyuu) — японская экспериментальная самозарядная винтовка, созданная на основе американской винтовки M1 Garand, но со встроенным 10-зарядным магазином и под японский патрон 7,7 × 58 мм Арисака.

## История
Первые японские эксперименты по созданию самозарядных винтовок относятся к 1890—1910 гг. и связаны с именем одного из пионеров японского воздухоплавания и авиамоторостроения капитана Хино Кумазо. Наиболее известен он как автор первого японского самозарядного пистолета «Хино-Комуро» образца 1908 года. В период 1897—1904 гг. Кумазо предлагал для вооружения японской армии опытную винтовку и ряд карабинов с автоматическим перезаряжанием, аналогичным устройству его пистолета.
Первая мировая война пробудила интерес к самозарядным винтовкам и пистолетам-пулемётам, что привело к появлению ряда перспективных конструкций. Японские военные не остались в стороне и в период с 1927 по 1931 гг. была произведена закупка различных образцов самозарядных и автоматических винтовок, предлагаемых для коммерческой продажи. Помимо закупок, в середине 1930-х гг. в руки японских военных попали захваченные у китайской армии чехословацкие самозарядные винтовки ZH-29, над которыми также проводили испытания.
В связи с началом Второй японо-китайской войны 1937 года и ограниченности в ресурсах бюджет на экспериментальные разработки стрелкового оружия был отменён до 1941 года. Все средства направлялись на производство стандартного пехотного оружия. После начала 7 декабря 1941 года боевых действий против США вопрос о разработке самозарядных винтовок был отложен армейским руководством на неопределённый срок.
Винтовку Тип 4 начали разрабатывать в 1943 году на арсенале в Кокуре по заказу военно-морского флота. За основу был взят трофейный американский карабин М1 Гаранд.
Конструкторы флотского арсенала в Йокосуке, изучившие карабин, отметили хорошее качество и надёжность винтовки при работе в запылённом и загрязнённом состоянии, а также сложность для постановки в производство с пачечной системой снаряжения магазина.
Переработанный специалистами флотского арсенала Йокосука вариант, получивший наименование Тип 4, имел следующие изменения:                                                                                                                              хромированный ствол укорочен, патронник под японский патрон 7,7 × 58 мм Арисака,                                          магазин постоянный двухрядный на 10 патронов, для наполнения магазина сверху ствольной коробки разместили пазы для стандартной японской винтовочной обоймы на пять патронов,                                           установлен традиционный для японских винтовок апертурный (кольцевой) прицел, проще американского, с регулировкой хомутиком,                                                                                                                                                       было установлено крепление для японского штыка Тип 30,                                                                                              антабки под японский ремень слева. 
Отделка оружия грубая, со следами металлообработки и неустойчивой оксидировкой (поверхности M1 паркеризировались).

## Тип 5
Тип 5, так же известный как «Японский Гаранд» был изготовлен флотским арсеналом Йокосука в марте-апреле 1945 года. В ней были устранены замечания к работе подающего механизма винтовки тип 4 и увеличена прочность газоотводного поршня и штока рамы, увеличен ресурс возвратной пружины рамы.
Винтовка Тип 5 практически полностью копировала американский прототип, но была несколько короче и легче, адаптирована для стрельбы патронами калибра 7,7 мм и заряжалась из двух штатных обойм на пять патронов, либо отдельными патронами россыпью в постоянный магазин. Тем самым была устранена необходимость в пачке как у M1, без которой стрельба была возможна только по одному патрону. Предохранитель в виде флажка размещался в передней части спусковой скобы.
Винтовка тип 5 конструктивно мало чем отличалась от тип 4. Прицел, как и у предыдущего Тип 4, был апертурный с регулировкой скользящим хомутиком по типу секторного прицела, разметка — от 100 до 1200 метров.
| Вариант | Калибр              | Магазин                | Общая длина, мм | Длина ствола, мм | Скорострельность, выстрелов/мин | Масса, кг | Дальность стрельбы |
| ------- | ------------------- | ---------------------- | --------------- | ---------------- | ------------------------------- | --------- | ------------------ |
| Тип 4   | 7,7 × 58 мм Арисака | Встроенный 10-зарядный | 1076            | 584              | 30–50                           | 4,097     | 1200               |
| Тип 5   | 7,7 × 58 мм Арисака | Встроенный 10-зарядный | 1100            | 584              | 30–50                           | 4,13      | 1200               |

## В популярной культуре
- Появляется в серии компьютерных игр Battlefield как "Тип 5". Она фигурирует в Battlefield 1942, Battlefield 1943 и в первой миссии Battlefield: Bad Company 2.
- Как "Тип 5" появляется в мультиплеере Call of Duty: WWII.